# Jim Broadbent
James "Jim" Broadbent (Lincoln, Inglaterra, 24 de mayo de 1949) es un actor de cine, televisión y teatro británico. Ha ganado los premios Óscar, Globo de Oro y BAFTA por su trabajo en el cine y la televisión.

## Biografía

### Primeros años
Nació en Lincoln, hijo de Doreen "Dee" Findlay, escultora, y Roy Laverick Broadbent, artista, escultor y diseñador de interiores. Los padres de Broadbent fueron actores aficionados y fundaron el grupo teatral Holton Players. Tuvo una hermana melliza que murió al nacer. Broadbent estudió en la Leighton Park School, una escuela cuáquera ubicada en Reading. Posteriormente estudió en la London Academy of Music and Dramatic Art.

### Carrera
Los primeros proyectos de Broadbent como actor incluyeron varias producciones para The National Theatre of Brent, donde trabajó con el actor Patrick Barlow. Broadbent y Barlow interpretaron varios personajes, tanto femeninos como masculinos, para obras cómicas. Posteriormente trabajó en Kafka's Dick (1986) y Our Country's Good (1988) del Royal Court Theatre, The Government Inspector del Royal National Theatre, y en Goosepimples y Ecstasy, donde actuó junto a Mike Leigh, realizador con el trabajaría posteriormente.
Su primer rol en una película fue en The Shout (1978) de Jerzy Skolimowski. Trabajó junto a Stephen Frears (en televisión y The Hit, 1984) y Terry Gilliam (en Time Bandits, 1981, y Brazil, 1985) antes de participar en Life is Sweet (1990) de Mike Leigh. Posteriormente trabajó en las películas Juego de lágrimas (1992), Enchanted April (1992), Bullets Over Broadway (1994), The Borrowers (1997) y Little Voice (1998), antes de protagonizar la cinta de Mike Leigh Topsy-Turvy (1999). Ese mismo año participó en la parodia de Doctor Who: Doctor Who and the Curse of Fatal Death, realizada por la organización Comic Relief. 
En 2001, Broadbent actuó en tres de las películas más exitosas de ese año: El diario de Bridget Jones, Moulin Rouge!, por la que ganó un premio BAFTA, e Iris, por la que ganó el Óscar debido a su interpretación de John Bayley. 
Broadbent trabajó en la película de Channel 4 Longford en octubre de 2006. Recibió un premio BAFTA TV, un Globo de Oro y una nominación al Premio Emmy en 2007. Participó en la versión radial de Guía del autoestopista galáctico, donde interpretó a Vroomfondel.
Su carrera teatral incluye montajes como Kafka's Dick (1986), de Alan Bennett, Our Country's Good (1988), de Timberlake Wertenbaker y The Pillowman (2003), de Martin McDonagh.
En 2007 se anunció que trabajaría en la sexta película de Harry Potter (Harry Potter y el príncipe mestizo) como Horace Slughorn, repitiendo su papel en la séptima adaptación (Harry Potter y las Reliquias de la Muerte: parte 2), en 2011. 
En 2008 se estrenó la cuarta parte de Indiana Jones (Indiana Jones y el reino de la calavera de cristal), donde interpretó a Dean Charles Stanforth, un amigo del personaje protagonista.
En 2011 protagonizó, junto con Meryl Streep, la película The Iron Lady, de Phyllida Lloyd. Está basada en la historia de la política británica Margaret Thatcher.
En 2017 apareció en la temporada siete de la aclamada serie Juego de tronos en el papel de archimaestre Ebrose.

## Filmografía parcial
| Año  | Película                                                       | Papel                                                                        | Notas                 |
| ---- | -------------------------------------------------------------- | ---------------------------------------------------------------------------- | --------------------- |
| 2025 | Bridget Jones: Mad About the Boy                               | Sr. Colin Jones                                                              |                       |
| 2023 | El viaje de Harold                                             | Harold Fry                                                                   |                       |
| 2020 | Dolittle                                                       | Lord Thomas Badgley                                                          |                       |
| 2018 | King of Thieves                                                | Terry Perkins                                                                |                       |
| 2018 | Black '47                                                      | Lord Kilmichael                                                              |                       |
| 2017 | Paddington 2                                                   | Samuel Gruber                                                                |                       |
| 2017 | El sentido de un final                                         | Tony Webster                                                                 |                       |
| 2017 | Juego de Tronos (TV)                                           | Archimaestre Ebrose                                                          |                       |
| 2016 | La leyenda de Tarzán                                           | Primer ministro británico                                                    |                       |
| 2016 | Eddie the Eagle                                                | Comentador de la BBC                                                         |                       |
| 2016 | Bridget Jones's Baby                                           | Sr. Colin Jones                                                              |                       |
| 2016 | Ethel & Ernest                                                 | Ernest Briggs                                                                | (Voz)                 |
| 2015 | The lady in the van                                            | Underwood                                                                    |                       |
| 2014 | Big Game                                                       | Herbert                                                                      |                       |
| 2014 | Postman Pat: The Movie                                         | Mr. Brown                                                                    | (Voz)                 |
| 2013 | Circuito cerrado                                               | Fiscal General de Inglaterra y Gales                                         |                       |
| 2013 | Filth                                                          | Dr. Rossi                                                                    |                       |
| 2013 | Le Week-End                                                    | Nick Burrows                                                                 |                       |
| 2013 | The Great Train Robbery                                        | Tommy Butler                                                                 |                       |
| 2013 | The Harry Hill Movie                                           | Bill the Cleaner                                                             |                       |
| 2012 | Cloud Atlas                                                    | Capitán Molyneux, Vyvyan Ayrs, Timothy Cavendish, Korean Musician, Prescient |                       |
| 2011 | Harry Potter y las Reliquias de la Muerte: parte 2             | Horace Slughorn                                                              |                       |
| 2011 | The Iron Lady                                                  | Denis Thatcher                                                               |                       |
| 2011 | Arthur Christmas                                               | Santa                                                                        | (Voz)                 |
| 2011 | Exile (TV)                                                     | Sam Ronstadt                                                                 |                       |
| 2010 | Another Year                                                   | Tom                                                                          |                       |
| 2010 | Any Human Heart (TV)                                           | Logan Mountstuart                                                            |                       |
| 2009 | Perrier's Bounty                                               | Jim McCrea                                                                   |                       |
| 2009 | Harry Potter y el misterio del príncipe                        | Horace Slughorn                                                              |                       |
| 2009 | The Young Victoria                                             | Guillermo IV del Reino Unido                                                 |                       |
| 2009 | Indiana Jones y el reino de la calavera de cristal             | Dean Charles Stanforth                                                       |                       |
| 2008 | Corazón de tinta                                               | Fenoglio                                                                     |                       |
| 2007 | Hot Fuzz                                                       | Inspector Frank Butterman                                                    |                       |
| 2007 | And When Did You Last See Your Father?                         | Arthur Morrison                                                              |                       |
| 2006 | Longford (TV)                                                  | Lord Longford                                                                |                       |
| 2006 | Art School Confidential                                        | Jimmy                                                                        |                       |
| 2005 | Robots                                                         | Madame Gasket                                                                | (Voz)                 |
| 2005 | Valiant                                                        | Sargento                                                                     | (Voz)                 |
| 2005 | The Chronicles of Narnia: The Lion, the Witch and the Wardrobe | Digory Kirke / Profesor Kirke                                                |                       |
| 2004 | La vuelta al mundo en 80 días                                  | Lord Kelvin                                                                  |                       |
| 2004 | Pride (TV)                                                     | Eddie                                                                        | (Voz)                 |
| 2004 | Vanity Fair                                                    | Mr. Osborne                                                                  |                       |
| 2004 | El secreto de Vera Drake                                       | Juez                                                                         |                       |
| 2004 | Bridget Jones: The Edge of Reason                              | Padre de Bridget                                                             |                       |
| 2003 | Bright Young Things                                            | Comandante                                                                   |                       |
| 2003 | The Young Visiters (TV)                                        | Alfred Salteena                                                              |                       |
| 2002 | The Gathering Storm (TV)                                       | Desmond Morton                                                               |                       |
| 2002 | Gangs of New York                                              | Boss Tweed                                                                   |                       |
| 2002 | Nicholas Nickleby                                              | Mr. Wackford Sqeers                                                          |                       |
| 2001 | El diario de Bridget Jones                                     | Padre de Bridget                                                             |                       |
| 2001 | Moulin Rouge!                                                  | Harold Zidler                                                                |                       |
| 2001 | Iris                                                           | John Bayley                                                                  |                       |
| 1999 | Topsy-Turvy                                                    | W.S. Gilbert                                                                 |                       |
| 1998 | The Avengers                                                   | Mother                                                                       |                       |
| 1998 | Little Voice                                                   | Mr. Boo                                                                      |                       |
| 1997 | The Borrowers                                                  | Pod Clock                                                                    |                       |
| 1995 | Richard III                                                    | Duque de Buckingham                                                          |                       |
| 1994 | Bullets Over Broadway                                          | Warner Purcell                                                               |                       |
| 1994 | Princess Caraboo                                               | Mr. Worrall                                                                  |                       |
| 1992 | Enchanted April                                                | Frederick Arbuthnot                                                          |                       |
| 1992 | Juego de lágrimas                                              | Col                                                                          |                       |
| 1990 | Life Is Sweet                                                  | Andy                                                                         |                       |
| 1989 | Erik el Vikingo                                                | Ernest                                                                       |                       |
| 1988 | Blackadder's Christmas Carol (TV)                              | Príncipe Albert                                                              |                       |
| 1987 | Superman IV                                                    | Jean Pierre Dubois                                                           |                       |
| 1985 | Brazil                                                         | Dr. Jaffe                                                                    |                       |
| 1985 | Happy Families (TV)                                            | Dalcroix                                                                     |                       |
| 1982 | Birth of a Nation                                              | Geoff Fig                                                                    |                       |
| 1981 | The Dogs of War                                                | ¿?                                                                           |                       |
| 1981 | Time Bandits                                                   | Presentador de TV                                                            |                       |
| 1980 | Breaking Glass                                                 | ¿?                                                                           |                       |
| 1978 | The Shout                                                      | ¿?                                                                           | Debut cinematográfico |

## Premios
Premios Óscar
| Año  | Categoría              | Película | Resultado |
| ---- | ---------------------- | -------- | --------- |
| 2002 | Mejor actor de reparto | Iris     | Ganador   |

Premios Globo de Oro
| Año  | Categoría                                              | Película            | Resultado |
| ---- | ------------------------------------------------------ | ------------------- | --------- |
| 2007 | Mejor actor de miniserie o telefilme                   | Longford            | Ganador   |
| 2002 | Mejor actor de reparto de serie, miniserie o telefilme | The Gathering Storm | Nominado  |
| 2001 | Mejor actor de reparto                                 | Iris                | Ganador   |

Premios BAFTA
| Año  | Categoría                 | Película           | Resultado |
| ---- | ------------------------- | ------------------ | --------- |
| 2011 | Mejor actor de reparto    | The Iron Lady      | Nominado  |
| 2010 | Mejor actor de televisión | Any Human Heart    | Nominado  |
| 2006 | Mejor actor de televisión | Longford           | Ganador   |
| 2003 | Mejor actor de televisión | The Young Visiters | Nominado  |
| 2001 | Mejor actor               | Iris               | Nominado  |
| 2001 | Mejor actor de reparto    | Moulin Rouge!      | Ganador   |
| 1999 | Mejor actor               | Topsy-Turvy        | Nominado  |

Premios Primetime Emmy
| Año  | Categoría                                      | Película            | Resultado |
| ---- | ---------------------------------------------- | ------------------- | --------- |
| 2007 | Mejor actor - Miniserie o telefilme            | Longford            | Nominado  |
| 2002 | Mejor actor de reparto - Miniserie o telefilme | The Gathering Storm | Nominado  |

Premios del Sindicato de Actores
| Año  | Categoría              | Película          | Resultado |
| ---- | ---------------------- | ----------------- | --------- |
| 2002 | Mejor reparto          | Gangs of New York | Nominado  |
| 2001 | Mejor actor de reparto | Iris              | Nominado  |
| 2001 | Mejor reparto          | Moulin Rouge!     | Nominado  |
| 1998 | Mejor reparto          | Little Voice      | Nominado  |

Festival Internacional de Cine de San Sebastián
| Año  | Categoría                      | Película    | Resultado |
| ---- | ------------------------------ | ----------- | --------- |
| 2013 | Concha de Plata al mejor actor | Le Week-End | Ganador   |

Festival Internacional de Cine de Venecia
| Año  | Categoría                 | Película    | Resultado |
| ---- | ------------------------- | ----------- | --------- |
| 1999 | Copa Volpi al mejor actor | Topsy-Turvy | Ganador   |